# Anthony Terlazzo
Anthony „Tony” Terlazzo (ur. 28 lipca 1911 w Patti, zm. 26 marca 1966 w Los Angeles) – amerykański sztangista, dwukrotny medalista olimpijski i dwukrotny mistrz świata.

## Kariera
Urodził się we Włoszech, ale przez całą karierę reprezentował Stany Zjednoczone. Startował w wadze piórkowej (do 60,0 kg) i lekkiej (do 67,5 kg). Pierwszy sukces osiągnął w 1932 roku, kiedy podczas igrzysk olimpijskich w Los Angeles wywalczył brązowy medal w wadze piórkowej. W zawodach tych wyprzedzili go jedynie Francuz Raymond Suvigny oraz Hans Wölpert z Republiki Weimarskiej. Na rozgrywanych cztery lata później igrzyskach w Berlinie z wynikiem 312,5 kg ustanowił nowy rekord olimpijski, wyprzedzając jednocześnie dwóch Egipcjan: Saliha Sulajmana i Ibrahima Szamsa. W 1937 roku wystąpił na mistrzostwach świata w Paryżu, gdzie zwyciężył w wadze lekkiej, wyprzedzając Austriaka Roberta Feina oraz Karla Jansena z III Rzeszy. Wynik ten powtórzył podczas mistrzostw świata w Wiedniu w 1938 roku, tym razem pokonując Egipcjanina Atijję Hammudę i Karla Schwitalle z III Rzeszy.
Zdobył 12 tytułów mistrza kraju, w tym dziewięć z rzędu (1937-1945). Pobił również pięć rekordów świata.